# Literarni leksikon
Literarni leksikon je zbirka monografskih študij o glavnih vprašanjih literarne vede. Od leta 1979 do 2001 je izhajal na Inštitutu za slovensko literaturo in literarne vede v sodelovanju z DZS. Njeno nadaljevanje je zbirka Studia litteraria, ki še izhaja.

## Oblikovanje Literarnega leksikona
Odločilno pobudo za nastanek Literarnega leksikona je sredi šestdesetih let dal akademik Anton Ocvirk. Zasnoval je edicijo, sestavil geslovnik in zbral sodelavce. Leksikon si je, po vzoru nemškega Reallexikon der deutschen Literaturwissenschaft, zamislil kot znanstveno delo, namenjeno širši problemski obravnavi osrednjih strokovnih vprašanj. Temeljna zamisel se je v nadaljevanju ohranila, preoblikoval pa se je načrt za njeno izvedbo. Prvotno zamišljeno manj obsežno obdelavo gesel po abecednem zaporedju je zamenjalo manjše število podrobneje študijsko obdelanih gesel, izpuščena pa so bila vsa, ki niso bila tako tesno povezana z dogajanjem v slovenski literaturi oziroma z njenim zgodovinskim razvojem.
Literarni leksikon sestavljajo samostojne študije, ki so izhajale v tematsko zaokroženih zvezkih. Prvi zvezki (številke 1–5) so izšli na začetku leta 1979 (z letnico 1978). Prvih deset je uredil Anton Ocvirk, po njegovi smrti pa je z enajstim zvezkom skrb za Leksikon prevzel uredniški kolegij, sestavljen iz sodelavcev literarnoteoretične sekcije Inštituta za slovensko literaturo in literarne vede. Kolegij je izbiral avtorje posameznih študij, usklajeval njihovo delo z zahtevami celotne edicije, sproti spremljal in usmerjal potek njihovih raziskav in pisanje študij, pregledoval, ocenjeval in dopolnjeval izdelane rokopise, jih pripravljal za tisk, vzdrževal zvezo z založnikom, skrbel za korekture in spremljal vsako študijo do izida. Avtorji so bili specialisti vsak za svoje področje, toda kljub temu je zahtevala priprava in izdaja vsakega zvezka več let dela. Izdanih je bilo 46 zvezkov in zbirka je bila okvirno zaključena leta 2001.

## Obravnava pojmov
Pojmi, obravnavani v Literarnem leksikonu, so prikazani z mednarodnih zgodovinskorazvojnih vidikov. Posebej podrobno so obdelani njihov sprejem, preobrazba in vloga v slovenski literaturi. Izdane študije sodijo v več tematskih skupin: splošni literarni pojmi, metode; dobe, gibanja, smeri; vrste, zvrsti, oblike, področja; poetika, stil, verz. Gesla, ki jih zajema Leksikon, so različnega pomena, kar se izraža v različnem obsegu in poglobljenosti obravnave. Zlasti temeljna gesla so morala biti obdelana izčrpno po vseh navedenih vidikih; obravnava stranskih, manj pomembnih gesel pa je bila nekoliko krajša, tako da je več sorodnih lahko združenih v eni študiji ali da je več krajših študij objavljenih v enem zvezku. V vsakem zvezku so dodani še: bibliografija, v kateri so poleg izbora najpomembnejših tujih navedena vsa za temo relevantna slovenska strokovna dela; stvarno kazalo, ki navaja v študiji obravnavane termine ter imensko kazalo, ki zajema vse avtorje, obravnavane oziroma omenjene v študiji in bibliografiji.

## Seznam zvezkov
- 1 Anton Ocvirk: Literarna teorija (COBISS)
- 2 Janko Kos: Literatura (COBISS)
- 3 Kajetan Gantar: Helenizem (COBISS)
- 4 Dušan Ludvik: Srednjeveške in staronemške verzne oblike (COBISS)
- 5 Darko Dolinar: Pozitivizem v literarni vedi (COBISS)
- 6 Janko Kos: Romantika (COBISS)
- 7 Kajetan Gantar: Grške lirične oblike in metrični obrazci (COBISS)
- 8 Majda Stanovnik: Angloameriške smeri v 20. stoletju (COBISS)
- 9-10 Anton Ocvirk:Evropski verzni sistemi in slovenski verz (COBISS)
- 11 Anton Ocvirk: Literarno delo in jezikovna izrazna sredstva (COBISS)
- 12 Dušan Pirjevec: Strukturalna poetika (COBISS)
- 13 Niko Kuret: Duhovna drama (COBISS)
- 14 Aleš Berger: Dadaizem. Nadrealizem. (COBISS)
- 15 Janko Kos: Morfologija literarnega dela (COBISS)
- 16 Anton Ocvirk: Pesniška podoba (COBISS)
- 17 Dušan Ludvik: Aliteracija in aliteracijski verz (COBISS)
- 18 Dimitrij Rupel: Literarna sociologija (COBISS)
- 19 Vlasta Pacheiner-Klander: Staroindijska poetika (COBISS)
- 20 Janko Kos: Roman (COBISS)
- 21 Miran Hladnik: Trivialna literatura (COBISS)
- 22 Jože Munda: Knjiga (COBISS)
- 23 Denis Poniž: Konkretna poezija (COBISS)
- 24 Marjeta Vasič: Eksistencializem in literatura (COBISS)
- 25 Katarina Bogataj-Gradišnik: Sentimentalni roman (COBISS)
- 26 Kajetan Gantar: Antična poetika (COBISS)
- 27 Drago Bajt: Ruski literarni avantgardizem (COBISS)
- 28 Janko Kos: Razsvetljenstvo (COBISS)
- 29 Andrej Inkret: Drama in gledališče (COBISS)
- 30 Lado Kralj: Ekspresionizem (COBISS)
- 31 Janko Kos: Predromantika (COBISS)
- 32 Marko Terseglav: Ljudsko pesništvo (COBISS)
- 33 Denis Poniž: Esej (COBISS)
- 34 Janko Kos: Literarne tipologije (COBISS)
- 35 Tomo Virk: Duhovna zgodovina (COBISS)
- 36 Miran Hladnik: Povest (COBISS)
- 37 Darko Dolinar: Hermenevtika in literarna veda (COBISS)
- 38 Katarina Bogataj-Gradišnik: Grozljivi roman (COBISS)
- 39 Janko Kos: Lirika (COBISS)
- 40 Vera Troha: Futurizem (COBISS)
- 41 Metka Kordigel: Znanstvena fantastika (COBISS)
- 42 Denis Poniž: Tragedija (COBISS)
- 43 Janko Kos: Postmodernizem (COBISS)
- 44 Lado Kralj: Teorija drame (COBISS)
- 45 Marko Juvan: Intertekstualnost (COBISS)
- 46 Vlasta Pacheiner-Klander: Staroindijske verzne oblike (COBISS)